# Fitchiella fitchii
Fitchiella fitchii är en insektsart som först beskrevs av Melichar 1906.  Fitchiella fitchii ingår i släktet Fitchiella och familjen Caliscelidae. Inga underarter finns listade i Catalogue of Life.